# Brasão de Mostar

Brasão de Mostar

O Brasão de Mostar é um desenho estilizado em azul e branco da ponte construída no século XVI sobre o rio Nereteva, situada na parte velha da cidade, que foi destruída em 1993 devido à Guerra da Bósnia e reconstruída em 2004. A reconstrução e reabertura da ponte é tida para os habitantes de Mostar como um sinal de esperança para o futuro de uma cidade dividida entre croatas e muçulmanos, que têm tido uma relação conturbada ao longo dos tempos. A ponte velha e o centro histórico de Mostar foram classificados como Património Mundial da UNESCO em 2005.

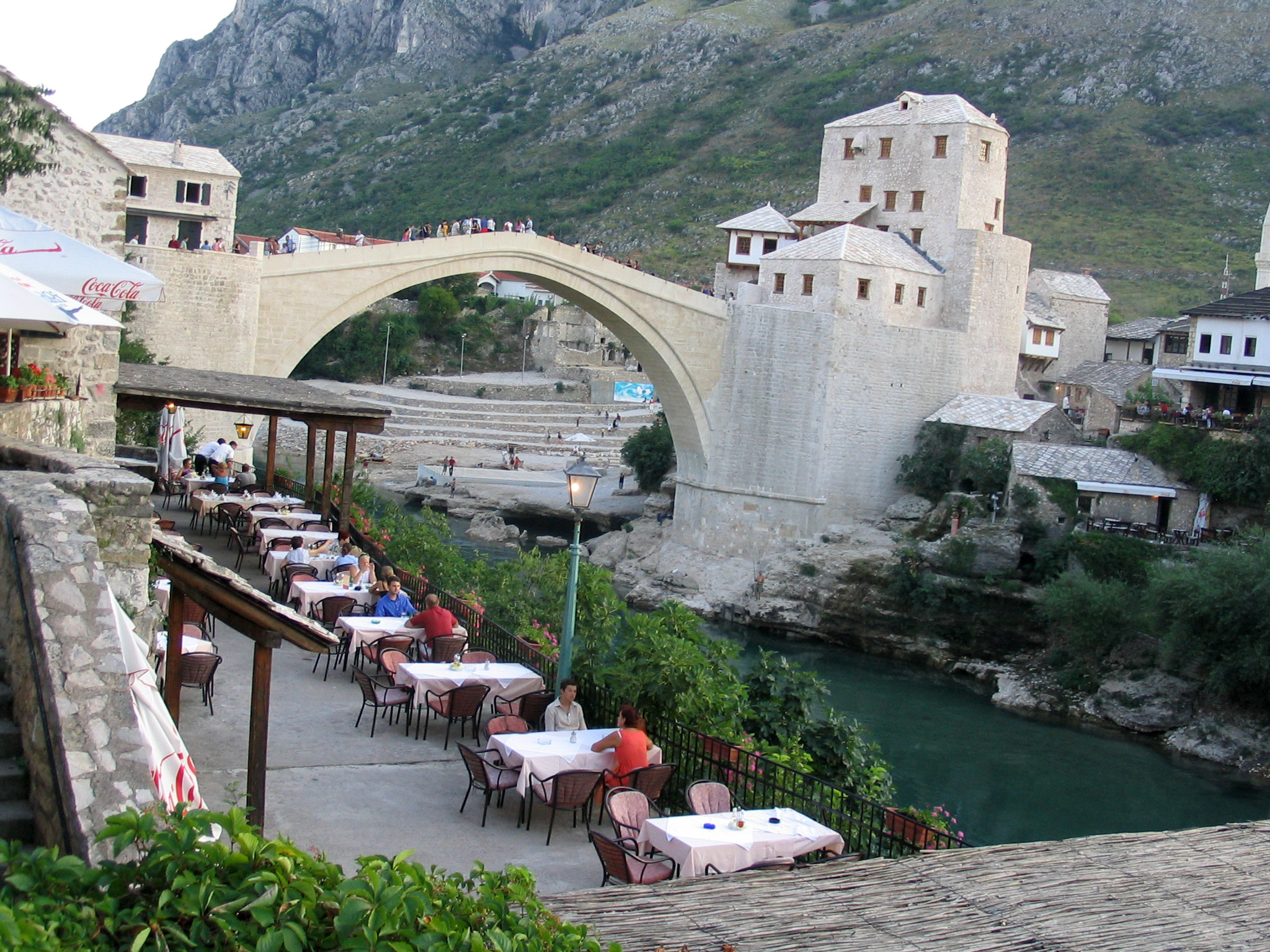
A Ponte de Mostar